# ハーバード・ハウス

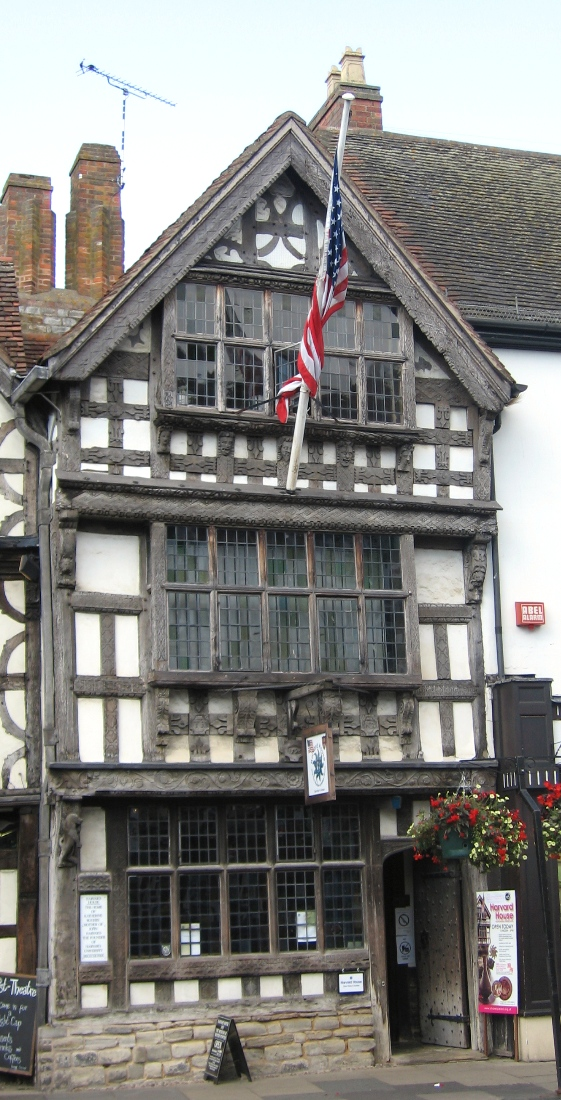
ハーバード・ハウス(2006年撮影)

ハーバード・ハウス（英語: Harvard House）は、現在の住所で言うとイングランド、ウォリックシャー、ストラトフォード＝アポン＝エイヴォンのハイストリート26番地にある家屋である。ウィリアム・シェイクスピアとハーバード大学双方にゆかりのある古民家である。

## 概要
かつては「いにしえの家」(Ancient House)として知られていた。1596年に、のちにハーバード大学の母体となるものの創設に協力したうちのひとりであるジョン・ハーバードの祖父であるトマス・ロジャースが建てたものである。この家は1990年から現在まで、ハーバード大学にかわってシェイクスピア・バースプレイス・トラストにより保全されている。
トマス・ロジャースとその2番目の妻であるアリスのイニシャルが1596年という日付とともに家の前に刻まれている。これはロジャースが、現在ハイストリート27番地と28番地にあたるつながった地所をも所有していたにもかかわらず、この家は両隣と接合していない独立した家屋として建てられていたことを示している。
ロジャースはこの家が建てられた時には60歳くらいで、肉屋として、また穀物と牛の商人として成功していた。ロジャースはウィリアム・シェイクスピアの父であるジョン・シェイクスピアとともにストラトフォード・アポン・エイヴォンの自治体参事会員をつとめていた。家屋の前面部分には彫刻があり、ロジャースの富が窺える。
トマスが1611年に亡くなった際、2番目の結婚で生まれた子どもで生き残った男子の中では最年長であり、父の名前をもらっていた息子のトマスが父から家を相続した。この息子のトマスは麦芽製造業者であり、ビール醸造に用いるモルトを作っていた。息子のトマスは1639年に亡くなり、地所は息子で製本業者であったエドワード・ロジャースが受け継いだ。
17世紀の半ば頃にエドワード・ロジャースは家屋を鍛冶屋のジョン・キャップに売却した。キャップ一族は1725年頃まで鍛冶を営んでいた。その後、この家屋は数人の借家人に貸し出された。1730年代初めから1760年代には本屋に、1734年から1747年までは配管工に、1782年から1801年までは連続して複数の金物商に貸し出されていた。仕立屋のトマスとハーヴィー・ウィリアムズが1871年までここに住んでおり、1871年にこの建物は不動産業者のオフィスになった。
1909年、イングランド人の小説家でストラトフォード＝アポン＝エイヴォンに住んでいたマリー・コレリの提案と熱狂的な支援により、この家はシカゴに住むアメリカ人の百万長者であるエドワード・モリスによって購入された。大規模な修復の後、この家はハーバード大学に寄贈され、ハーバード・ハウスとして知られるようになった。

## アメリカとのつながり
ハーバードという家名とのつながりは1605年、ストラトフォード＝アポン＝エイヴォンでトマス・ロジャースの娘キャサリンがサザークのロバート・ハーバードと結婚したことに由来する。ロバートもロジャース同様肉屋であり、かつ居酒屋のオーナーでセントセイヴィア教会(現在のサザーク大聖堂)の教区委員であった。
ジョン・ハーバードは1607年11月生まれで、父の地位ゆえにセントセイヴィアグラマースクールに通うことができた。1625年までには疫病のせいで一家はジョンと兄弟のトマス、母の3人だけになっていた。今や地主となった母キャサリンはジョンをケンブリッジ大学エマニュエル・コレッジに送ることができ、ジョンは聖職者の叙任を受けた。キャサリンは1635年に、兄弟のトマスは1637年に亡くなった。
1636年にジョン・ハーバードはアン・サドラーと結婚し、翌年イングランドからアメリカのマサチューセッツに移民した。ジョンは説教者および宣教長老として働いた。1638年9月14日に結核でなくなったため、ジョンがアメリカで過ごした時間は短かった。
ジョンの死の前にマサチューセッツ湾植民地はニュータウンにカレッジを創設していた。多くの植民者がケンブリッジ大学に在学したことがあったため、この大学町にちなんでニュータウンはこの直後にケンブリッジと改名された。父、母、兄弟から多額の遺産を受け継いでいたため、ジョンは750ポンド(今日の300万ポンド以上に相当する)と蔵書を基金に遺贈した。感謝の意を示すため、植民地は新しい学校をハーバード・カレッジと命名した。これはアメリカ最古の高等教育機関であり、現在のハーバード大学の母体である。

## 一般公開
ニュー・プレイスやナッシュの家が改修で閉鎖されている間一般公開されていたが、ニュー・プレイスの改修が遅れていることもあり、その後の公開予定は未定である。

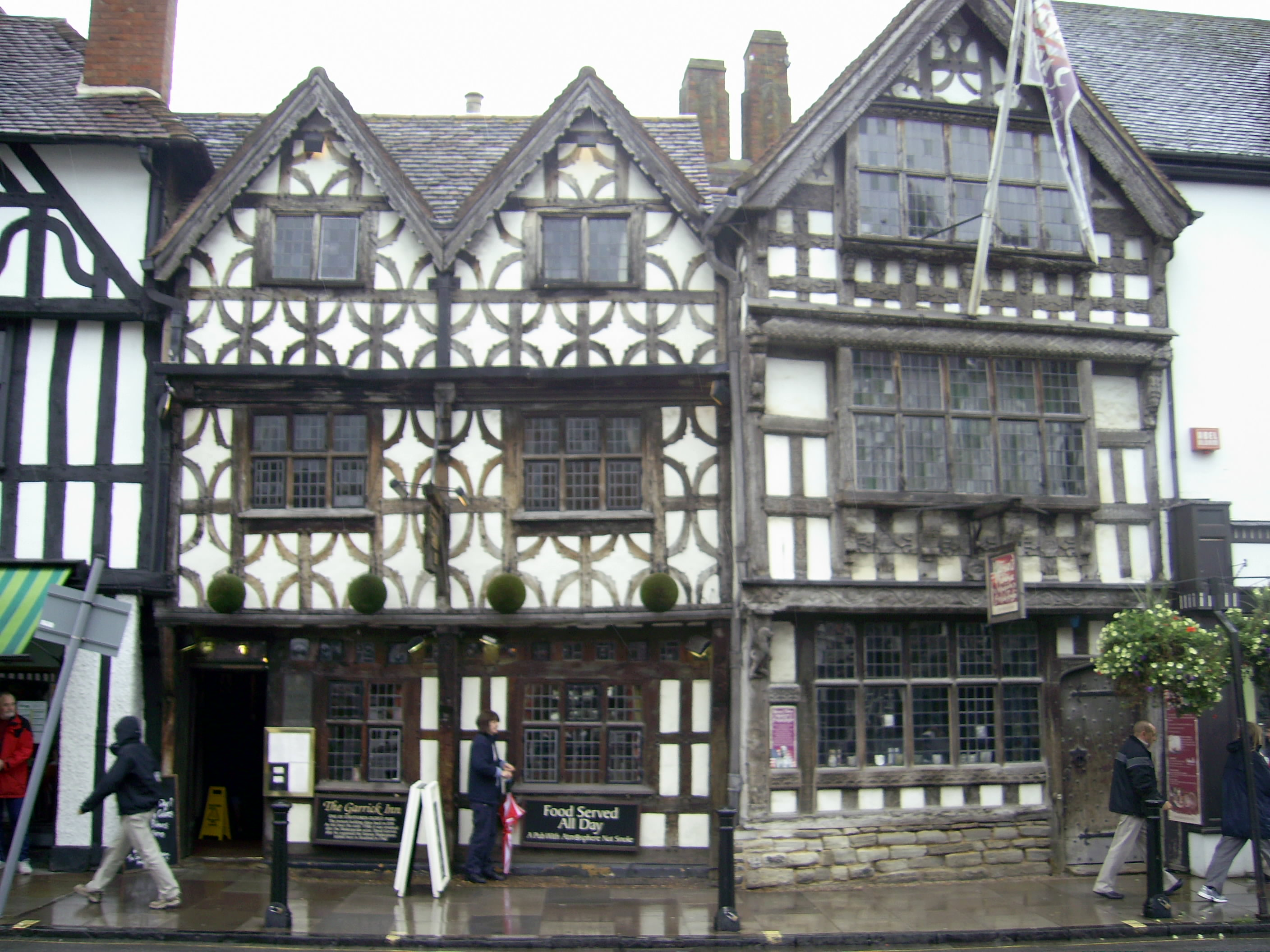
ハーバード・ハウス(2016年8月撮影)
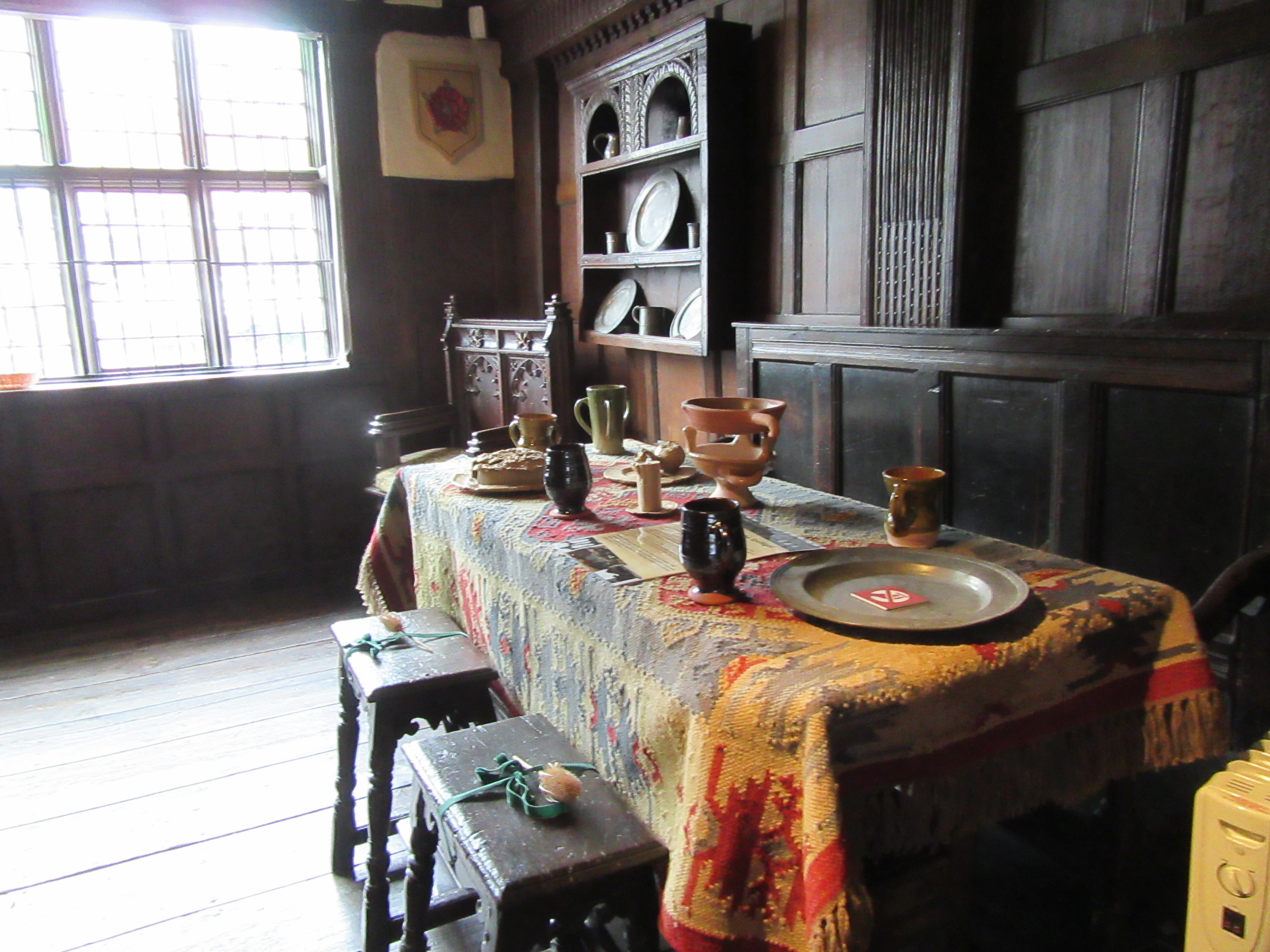
ハーバード・ハウス室内の展示(2016年8月撮影)
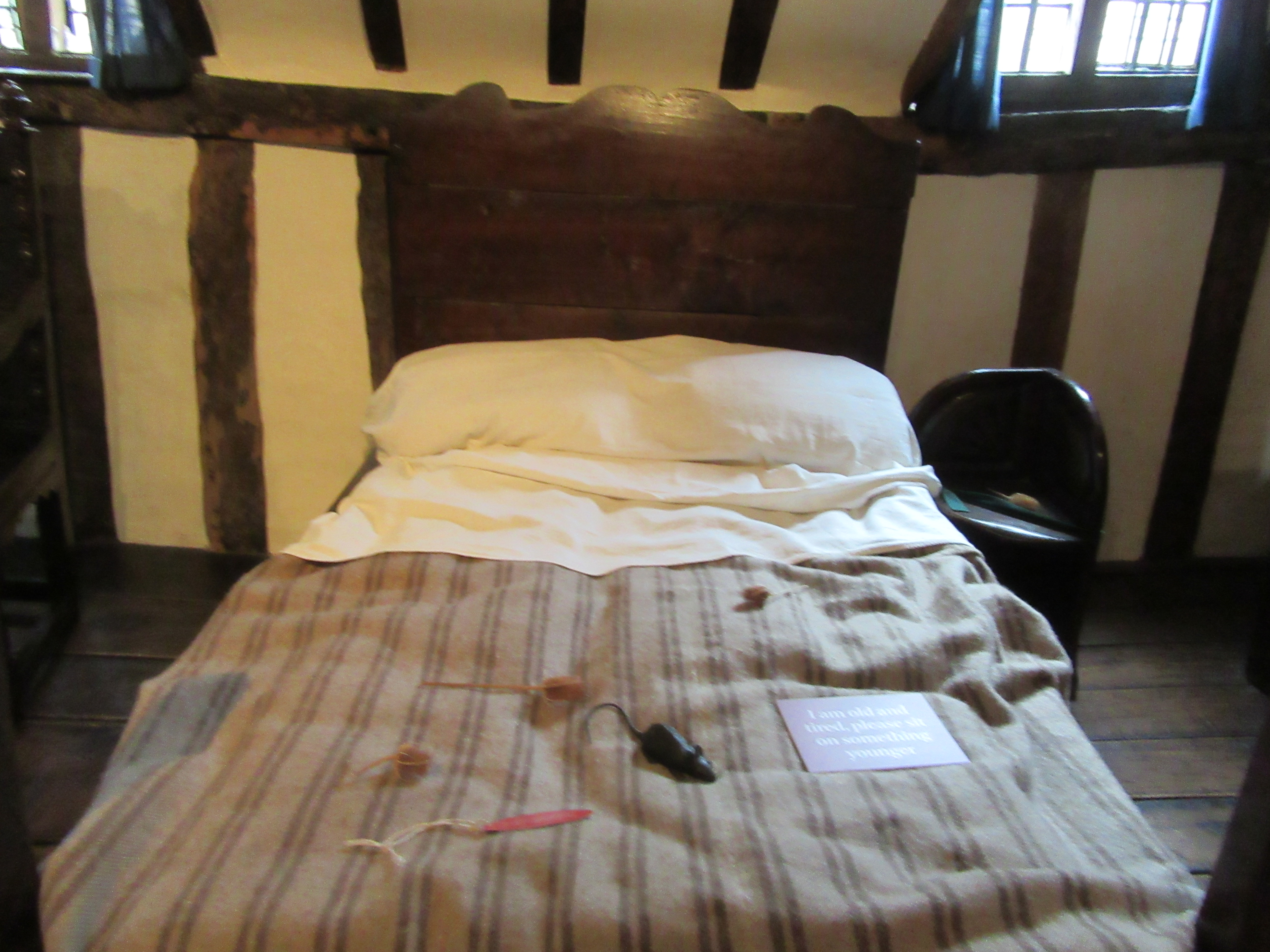
ハーバード・ハウス室内の展示(2016年8月撮影)
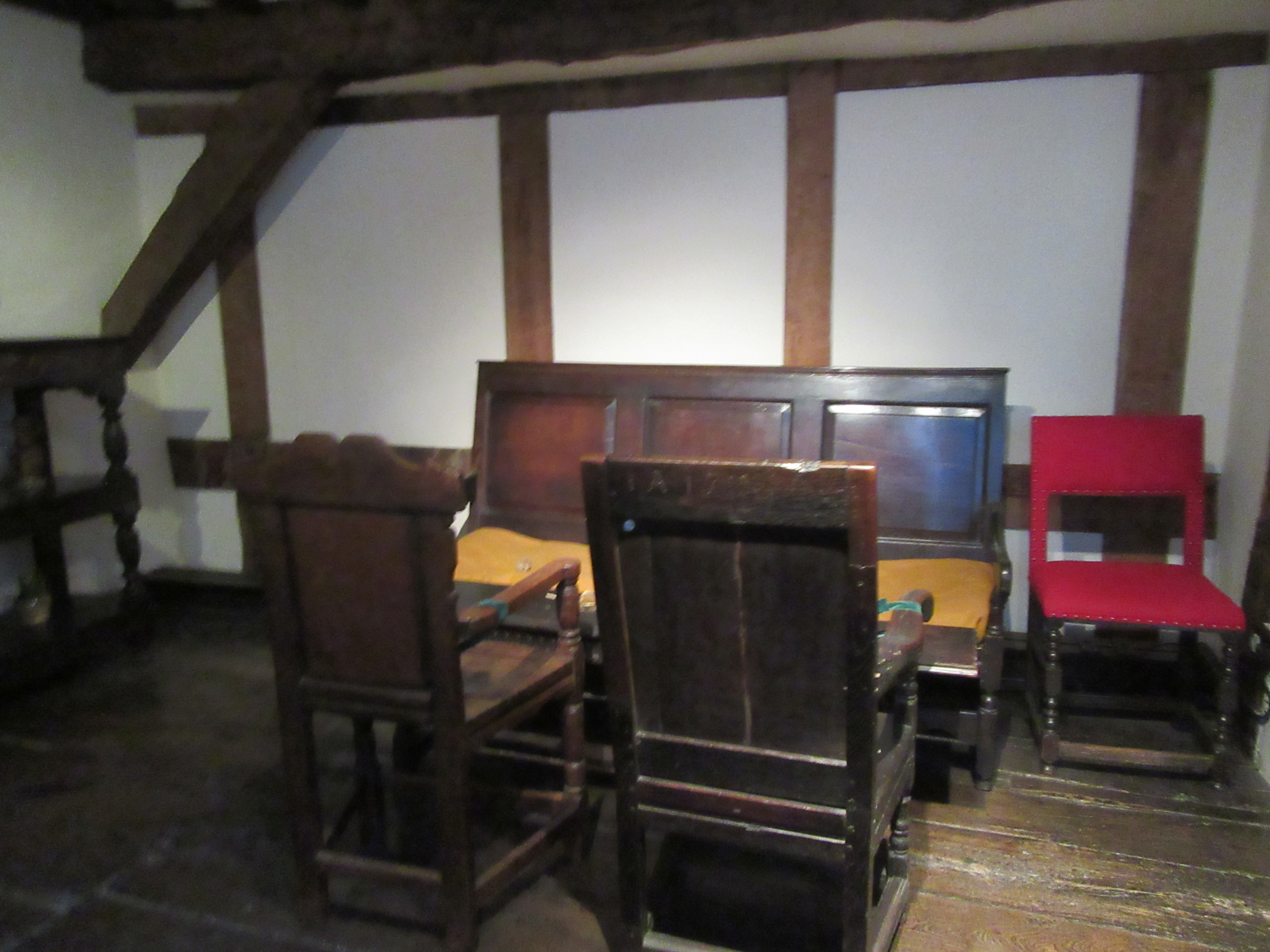
ハーバード・ハウス室内の展示(2016年8月撮影)